# 异形：殖民军
《异形：殖民军》是由Gearbox软件开发，世嘉发行的第一人称射击游戏。游戏采用异形系列的世界观，情节发生在系列第三部电影《异形3》（1992）之后，但是被電影公司認定劇情與正史有衝突。游戏是世嘉制作的第三部异形游戏：前两部为《異形戰場》（2010）和《异形：群袭》（2011）。游戏于2013年2月13日在PlayStation 3、Xbox 360和Microsoft Windows上发行。原制作中的Wii U版于2013年4月5日宣布取消发行。

## 故事
遊戲劇情接異形續集。17週前，殖民地海軍陸戰隊收到來至戰艦的求救訊號，分隊下士克里斯多夫·溫特 (德里克·菲利浦斯聲演)一行人被派遣到LV-426進行調查。當抵達後，他們很快發現威蘭-湯谷公司一直在秘密進行異形繁殖及研究...

## 主要角色
| 演員                            | 角色                               | 備註                                                                                 |
| 德里克·菲利浦斯 Derek Phillips  | 克里斯多夫·溫特 Christopher Winter | 下士 遊戲的主角，蘇拉科號事故奉命到LV-426調查                                        |
| 米高·賓恩 Michael Biehn         | 德維恩·希克斯 Dwayne Hicks         | 下士 LV-426的生還者 表面被安全支架刺死，實際仍生還，冬眠倉內的屍體是一名叫托克的士兵 |
| 杰森·道格拉斯 Jason Douglas     | 杰瑞米·克魯茲 Jeremy Cruz          |                                                                                      |
| 卡里·佩頓 Khary Payton          | 山姆·石東 Samwell Stone            | 前美軍陸戰隊槍炮士官長                                                               |
| 崔維斯·威靈漢 Travis Willingham | 彼得·奧尼爾 Peter O'Neal           | 二等兵                                                                               |
| 法拉赫·懷特 Farah White         | 貝拉·克拉里森 Bella Clarison       | 二等兵                                                                               |

## 次要生還角色
- 中尉：Lisa Reid
- 二等兵：Guillermo Quintare, Jennifer Redding
- 軍階不明：Angie Puplis, Chris Puplis, Ellner, J.Trubetsskoy, Hernandez, Robust, Maio, Maitland, Matzke, O. Reilly，Demarcus Short
- 工人：Joshua Morris, Ruiz

## 次要陣亡角色
- 中尉：B.Norton, P.Watkins
- 中士：Z.Forcher, R.Siwiak
- 下士：C.Nelson, C.Bradley, L.Papp, T.Ashley, M.Bailey, S.Baroski
- 上等兵：J.Barrington, K.Barrington, D.Capes, E.Greenlief, M.Jalley, M.Macaulay, A.Motgomery, M.Moore, S. Trubetskoy, J.Washenfelder, J. Ziglar
- 二等兵：Rechrer
- 軍階不明：Clark, Daggs, Garnett, Syanton, Tanaka, Tolentino, Hohankerk,

Keyes, Klassen, Paluski, Roberts, Romerlo, J.Ma, Wells, Short, Lentlno
醫官：Dr.Conrad, David Hale, Dr Steven Hale